# 永楽館
永楽館（えいらくかん、出石永楽館）は、兵庫県豊岡市出石町にある芝居小屋。近畿地方最古の芝居小屋であり、現地に現存する日本最古の劇場建築である。所有者は豊岡市であり、正式名称は豊岡市立出石永楽館。

## 歴史

### 近代
1901年（明治34年）、出石城の城下町で代々染物を商ってきた小幡家の11代当主である小幡久次郎によって永楽館が建てられた。名称は出石城主仙石氏の家紋である永楽銭に因んでいる。なお、同時期の1910年（明治43年）には熊本県に八千代座が創立されている。1906年（明治39年）の出石初午大祭の際には昼夜2回に渡って歌舞伎の興行を行い、大入り満員の活況を呈した。
明治時代から大正時代にかけては歌舞伎の興行を主としたが、剣劇、壮士劇、新派劇、落語、政談演説会の会場などにも用いられた。第一次世界大戦後には活動写真の興行が増え、1930年（昭和5年）に映写室が設置されると、1931年（昭和6年）には警官の臨監席も設けられた。

### 現代
戦後には映画の興行が主となった。芝居の興行においては、花菱アチャコ一座、宝塚歌劇団、歌舞伎の林又一郎一座などが来演した。その後、テレビの普及や娯楽の多様化などで映画産業が斜陽化したこともあり、劇場としては1964年（昭和39年）に閉館した。戦後の出石町の映画館としては、永楽館のほかに東館もあった。

### 閉館後
劇場としての閉館後には建物の一部がパチンコ店などとなったが、やがて休業して1973年（昭和48年）に閉鎖された。1988年（昭和63年）10月には「出石城下町を活かす会」が発足し、永楽館を中心とした出石の町並みを残す活動が開始された。1989年（平成元年）にはコンサートなどでに活用されて劇場再生の機運が高まり、1998年（平成10年）には出石町指定有形文化財に指定された。

### 復元改修後

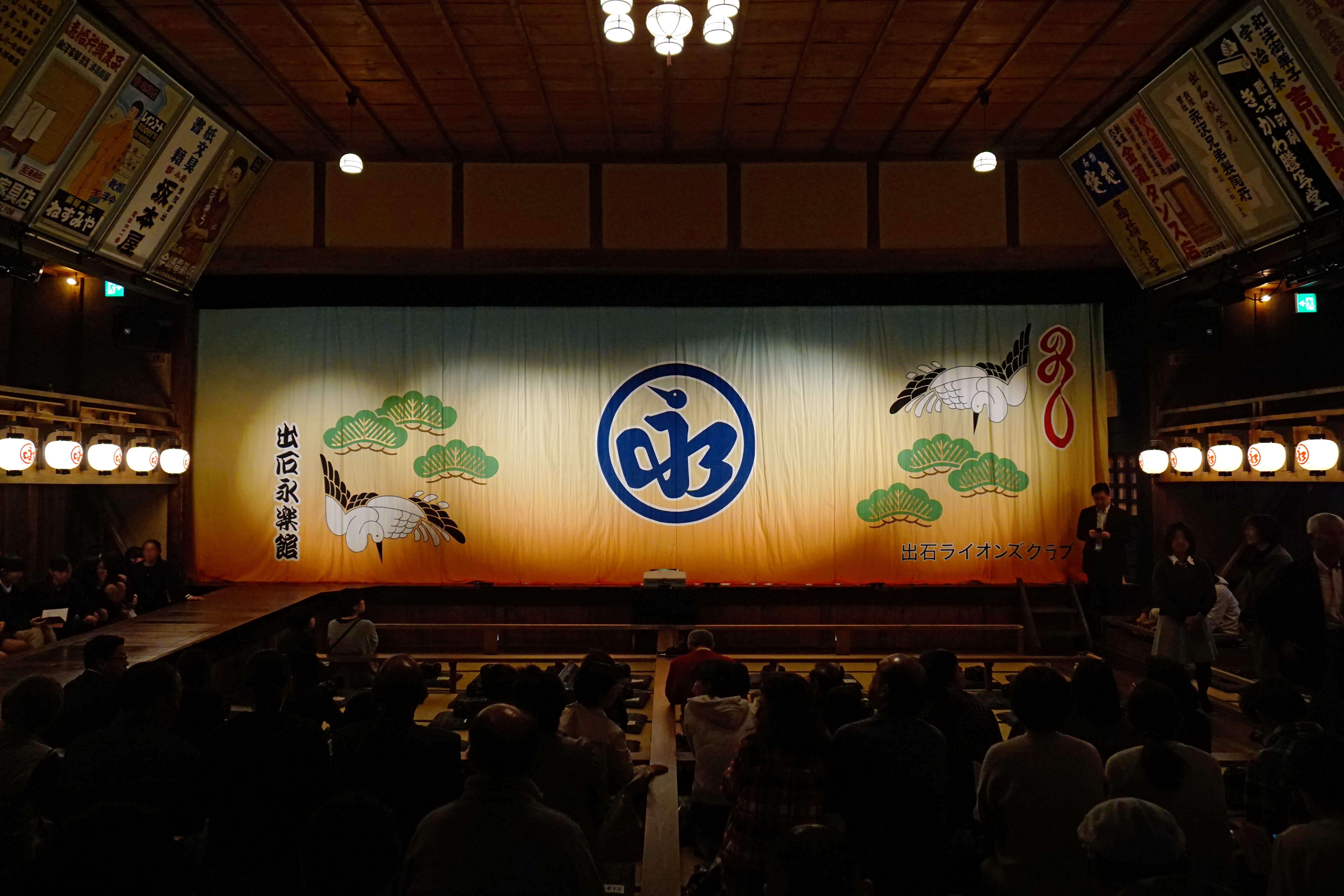
公演時の客席と舞台

2006年（平成18年）6月28から2008年（平成20年）6月30日、豊岡市によって竣工時の姿への復元工事が行われた。改修設計者は福岡建築事務所、改修施工者は川嶋建設。2008年（平成20年）8月1日から8月5日まで、6代目片岡愛之助一座による杮落大歌舞伎が開催された。
2009年（平成21年）5月21日、兵庫県建築士事務所協会主催「第8回くすのき建築文化賞コンクール」で夢芝居賞を受賞。2010年（平成22年）5月19日、BELCA（ベルカ）ベストリフォーム部門賞を受賞。2014年（平成26年）8月19日、兵庫県指定有形文化財に指定された。
女優の片桐はいりは個人的に永楽館を訪れたことがある。2025年（令和7年）公開の映画「国宝」ではロケ地として使われた。

## 建築
1901年（明治34年）に竣工した。現地に現存する劇場建築としては日本最古とされる。土壁と太鼓楼を特徴とする外観および、直径6.6メートルの廻り舞台、奈落、花道、すっぽん（セリの一種）といった舞台機構、舞台用衣裳や上演記録が現存する。竣工当初の定員は700名だった。改修後の定員は332名である。

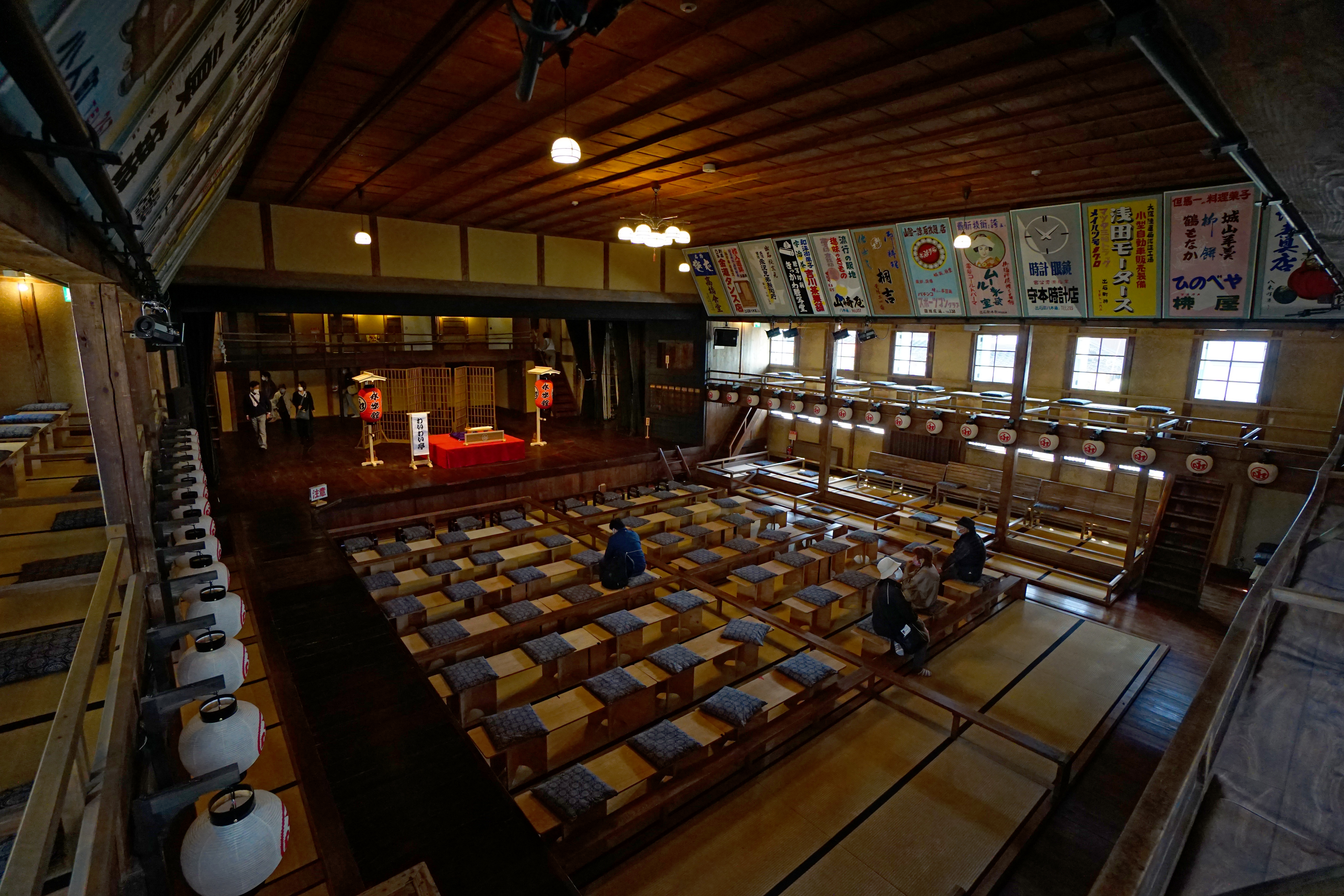
内部
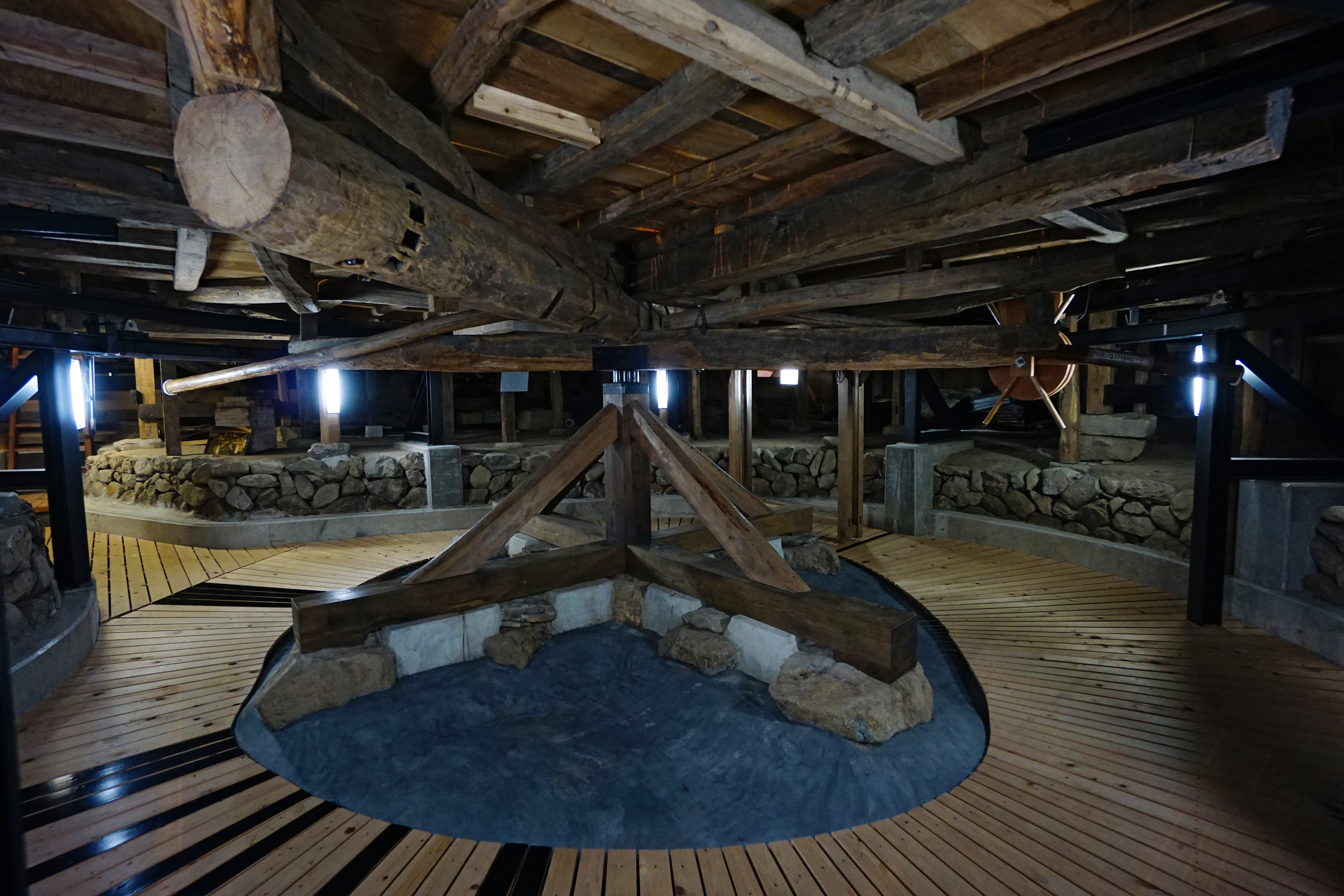
奈落